# Cosina nana
Cosina nana är en insektsart som beskrevs av Tim R. New 1985. Cosina nana ingår i släktet Cosina och familjen myrlejonsländor. Inga underarter finns listade i Catalogue of Life.